# 赫弗勒申
赫弗勒申（意为“高山之蛙”）是德国莱茵兰-普法尔茨州的一个市镇。总面积4.17平方公里，总人口882人，其中男性453人，女性429人（2011年12月31日），人口密度212人/平方公里。